# Hotel Lux
El Hotel Lux (Люксъ) fue un hotel en Moscú del periodo de la Unión Soviética, que albergó a muchos líderes comunistas exiliados y visitantes. Durante la era nazi, recibió a exiliados de toda Europa, en particular de Alemania. Varios de ellos se convirtieron en figuras destacadas de la política alemana en la era de la posguerra. El hotel recibió comunistas de más de 50 países para congresos, capacitación o para trabajar. En la década de 1930, Iósif Stalin sospechó del carácter internacional del hotel y consideró a sus ocupantes como posibles espías. Sus purgas crearon un ambiente de temor entre los ocupantes, en quienes ya no se confiaba; se enfrentaron a denuncias y detenciones nocturnas, llegando su punto máximo entre 1936 y 1938. Los alemanes que habían huido de la Alemania nazi en busca de seguridad en la Unión Soviética fueron interrogados, arrestados, torturados y enviados a campos de trabajos forzados. La mayoría de los 178 líderes comunistas alemanes que murieron en las purgas de Stalin eran residentes del Hotel Lux.

## Primeros años
Originalmente llamado Hotel Frantsiya, el hotel fue construido como un hotel de lujo en 1911 por el hijo de Iván Fílippov, un conocido panadero de Moscú,  cuyos productos horneados se entregaban por toda la ciudad, incluso en la residencia del zar. Ubicado en la calle Tverskaya 36, contaba con cuatro pisos y albergaba el Café Fílippov. El hotel fue tomado por los bolcheviques después de la Revolución de Octubre y rebautizado como Lux (Люксъ), es decir Hotel de lujo. Llegó a ser utilizado por la Internacional Comunista (Komintern) como alojamiento para revolucionarios comunistas de otros países. Los invitados se alojaban de acuerdo a la jerarquía, las personas más importantes recibían mejores habitaciones. Algunas salas también se utilizaron para reuniones.
En junio y julio de 1921, se hospedaron en el hotel 600 de los delegados que llegaron al Tercer Congreso Mundial de la Internacional, venían de 52 países diferentes. Con la llegada repentina de tantos revolucionarios internacionales, el hotel comenzó a ser conocido como el "cuartel general de la revolución mundial"; solamente Alemania envió 41 delegados. El Levantamiento de Hamburgo fue discutido en el hotel, tanto antes como después de los eventos. Después de que se fundó el Komintern, muchos de los principales funcionarios del Partido vivieron en el hotel, incluido Ernst Reuter y el hotel se convirtió en el más conocido de los edificios del Komintern, aunque sus oficinas estaban en otros lugares.

## Desde 1933 hasta la Segunda Guerra Mundial
En 1933, se agregaron dos pisos, dándole al hotel un total de 300 habitaciones. Mientras tanto, la dirección se cambió a Calle Gorki 10. 1933 fue también el año en que Adolf Hitler alcanzó el poder con la Machtergreifung y pronto comenzó a arrestar y encarcelar a sus oponentes políticos, arrestando a miles de comunistas y socialistas. Los comunistas alemanes comenzaron a huir a la Unión Soviética y el Hotel Lux comenzó a llenarse de exiliados alemanes.
Además de los funcionarios del partido, había asesores, traductores y escritores que venían con sus familias. Los empleados fueron llevados a las oficinas del Comité Central del Komintern en autobús. El hotel comenzó a llenarse de gente y las condiciones empeoraron; el hotel estaba continuamente plagado de ratas, los primeros informes de su presencia datan de 1921. Había agua caliente solo dos veces por semana, lo que obligaba a las personas a ducharse en grupos, hasta cuatro personas a la vez. Las cocinas comunales para el uso de los residentes cocinaban alimentos junto a ollas de pañales esterilizados. A pesar de las condiciones, inicialmente hubo camaradería entre los vecinos. Los niños jugaban en los pasillos y asistían a una escuela de lengua alemana, la Escuela Karl Liebknecht, creada para los hijos de los exiliados. Había una cantidad de residentes de habla inglesa en los años treinta que vivían en el Lux. Estos no eran refugiados sino comunistas dedicados de Gran Bretaña, Australia y los Estados Unidos que fueron a "ayudar a construir el socialismo". En al menos un caso, un joven nacido en Estados Unidos que vivía con sus padres en Lux se ofreció como voluntario en el Ejército Rojo y murió en combate en la Guerra.

### Las purgas de Stalin
En 1934, tras el asesinato de Serguéi Kirov, Iósif Stalin inició una campaña de represión política y persecución para limpiar el Partido de "enemigos del pueblo". Stalin vio a los ocupantes extranjeros del Hotel Lux como espías potenciales En 1936, su Gran Purga comenzó a incluir a los residentes del hotel. El hotel luego ganó el nombre de "la jaula de oro del Komintern" porque a muchos les hubiera gustado irse, pero no pudieron mientras eran investigados. Entre 1936 y 1938, muchos residentes del hotel fueron arrestados e interrogados por el NKVD (Comisariado del Pueblo para Asuntos Internos). La sospecha y la traición crearon una atmósfera de miedo. Los arrestos ocurrían en medio de la noche, por lo que algunos residentes dormían con su ropa, otros paseaban por el piso o jugaban juegos de concentración para enmascarar el estrés.
Walter Laqueur escribió más tarde sobre este episodio: "No había rima ni razón en cuanto a quién fue arrestado y quién no, a los órganos de seguridad se les dio un plan para cumplir, un cierto número de personas debían ser arrestadas en cierta región, y a partir de esta etapa, fue más o menos una cuestión de suerte a qué puerta tocarían los emisarios de la NKVD  en las primeras horas de la mañana". El procedimiento consistía en que la NKVD llamara a la puerta, se le decía al acusado que preparara una pequeña maleta con algunas cosas, se vistiera y esperara fuera de la puerta a que lo recogieran y se lo llevaran. Luego, la NKVD volvía para recoger al acusado y sellaba la puerta. Una noche, la NKVD llamó a la puerta de Franz Lang y le dijeron que se preparara. Obedientemente esperó fuera de su puerta para ser recogido, la policía de seguridad regresó. "¿Qué haces aquí parado?", preguntó la NKVD. Lang respondió que se le había ordenado que lo hiciera. "¿Cuál es el número de su habitación?", preguntó el oficial de seguridad. "Número 13". "¡Solo quitaremos los números pares esta noche!" Asombrado, Lang volvió a la cama. La NKVD tampoco volvió a llamar a su puerta.

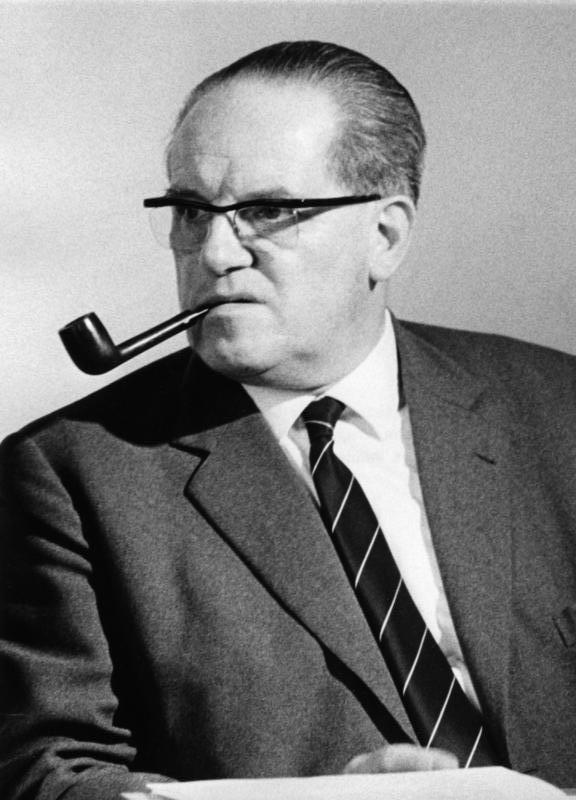
Herbert Wehner

Por la mañana se sellaban las puertas de los detenidos;  las esposas y los niños tenían que mudarse a otros barrios y fueron condenados al destierro político como "enemigos del estado". Los niños de los padres bajo investigación fueron colocados en orfanatos, donde algunos murieron por enfermedades y otros rechazaron tanto a sus padres como a su propia identidad alemana.  Algunos de los adultos arrestados fueron enviados a trabajos forzados en el gulag o ejecutados. Los que regresaban eran vistos con recelo, como fue el caso de Herbert Wehner, a quien se llevaron y devolvieron dos veces. Se suponía que aquellos que volvían habían traicionado a otros bajo tortura o para salvarse a sí mismos. En el caso de Wehner, eso fue lo que sucedió.
En 1938, para subir las escaleras del hotel, se necesitaba un propusk, un documento que indicaba que uno estaba autorizado a pasar el guardia armado frente al ascensor estilo Art Nouveau, Incluso los miembros de alto nivel del Komintern no podían pasar la guardia sin un propusk.
El ambiente afectó a los niños. Rolf Schälike, que era un niño en el Hotel Lux, escribió más tarde: "Crecí en Moscú, en el centro del poder y la criminalidad estatal y no estatal, Calle Gorki, Hotel Lux. Eran los años 1938-1946. A nuestro alrededor también había violencia juvenil. Jugamos a 'fascistas alemanes y partisanos' en nuestro Hotel Lux; un niño de nuestro grupo fue colgado por diversión. No pudo ser revivido. Había frecuentes peleas con tiras de hierro con los niños del edificio vecino.”
De los 1,400 líderes comunistas alemanes, un total de 178 fueron asesinados en las purgas de Stalin, casi todos ellos residentes del Hotel Lux. Los nazis mataron a 222 de esos 1400 líderes comunistas alemanes. Dentro de la propia dirección superior, hubo 59 miembros del Politburó entre 1918 y 1945, seis de los cuales fueron asesinados por los nazis y siete por las purgas estalinistas. El dicho entre los comunistas alemanes era: "Lo que dejó la Gestapo del Partido Comunista de Alemania, lo recogió la NKVD ".  Cuando León Trotski fue asesinado en agosto de 1940, las purgas en el Hotel Lux cesaron, dando un breve respiro a los exiliados.

### Evacuación y regreso
Diez meses después, en junio de 1941, comenzó la Operación Barbarroja, la invasión de la Alemania nazi a la Unión Soviética. En 1941, el hotel fue evacuado y los primeros residentes regresaron en febrero de 1942. Al final de la Segunda Guerra Mundial, el Grupo Ulbricht partió del Hotel Lux hacia el aeropuerto para regresar a Alemania el 30 de abril de 1945 y convertirse en los nuevos líderes de la República Democrática Alemana. El propósito del viaje no fue conocido por todo el grupo hasta que llegaron a Berlín. El más joven del grupo era Wolfgang Leonhard, de 24 años.
Los últimos residentes políticos abandonaron el hotel en 1954, y el hotel volvió a la normalidad, operando bajo el nuevo nombre de "Hotel Tsentralnaya".

## Era postsoviética
Después del colapso de la Unión Soviética, el hotel albergó oficinas, agencias de viajes, despachos jurídicos y otras pequeños negocios en los pisos inferiores, los pisos superiores siguieron siendo habitaciones de hotel.
El edificio, todavía llamado Hotel Tsentralnaya, fue comprado por el holding Unikor en 2007. Unikor y su accionista mayoritario, Bidzina Ivanishvili, compraron el hotel para renovarlo y reabrirlo como hotel de lujo. La estructura fue demolida y solo se conservó la fachada histórica. En 2007, se anunció que el Mandarin Oriental Moscow, un hotel de lujo, se construiría detrás de la fachada histórica restaurada. El proyecto fue cancelado poco después. En 2019 se volvió a anunciar que se construiría un hotel de lujo conservando la fachada histórica, esta vez bajo el nombre de Corinthia Moscow Hotel. Su inauguración esta planeada para diciembre de 2024.
La calle se ha vuelto a llamar Tverskaya; el edificio sigue siendo el número 10.

## Legado
Numerosos huéspedes y residentes del Hotel Lux han escrito sobre el hotel, inicialmente en informes y artículos, luego en libros y memorias. Los primeros informes de antes de las purgas a menudo eran positivos, aunque las menciones de ratas aparecen desde el principio. Los alojamientos fueron descritos en términos favorables y el ambiente lleno de camaradería.
En la RDA en las décadas de 1950 y 1960, el Partido Socialista Unificado de Alemania encargó memorias ( Erinnerungsberichte) a ex exiliados que hubieran vivido allí.  Estos fueron informes oficiales cuidadosamente escritos que limpiaron y respaldaron la versión oficial de los hechos. Franziska Reubens, que vivía allí con su esposo e hijos, escribió en un lenguaje cauteloso: "No es fácil escribir sobre los recuerdos de esa época, escribir sobre ellos honestamente". Otras personas se alejaron del Partido Comunista, algunas como resultado de su exilio en la Unión Soviética, y escribieron de manera más directa y crítica sobre el hotel, como Ruth von Mayenburg, quien en un pasaje usó el canibalismo como metáfora para describir el período. En 1978, von Mayenburg publicó la primera historia escrita sobre Hotel Lux.

## Residentes notables de 1921 a 1954
- Toivo Antikainen
- Johannes R. Becher[1]
- Bolesław Bierut[1]
- Willi Bredel[1]
- Gueorgui Dimitrov[21]
- Hugo Eberlein[5]
- Zhou Enlai[1]
- Ernst Fischer
- Ruth Fischer, expulsada del Partido Comunista de Alemania y mantenida bajo arresto domiciliario por 10 meses[1]
- Klement Gottwald[1]
- Antonio Gramsci[22]
- Antonio Graziadei[22]
- Julius Hay[1]
- Jules Humbert-Droz[23]
- Lotte Kühn, 1935
- Aino Kuusinen
- Otto Ville Kuusinen
- Wolfgang Leonhard[16][24]
- Ruth von Mayenburg, Partido Comunista de Austria[25]
- Ho Chi Minh[1]
- Imre Nagy[1]
- Margarete Buber-Neumann, regresó a Alemania bajo el pacto Pacto Ribbentrop-Mólotov[11]
- Heinz Neumanneinz Neumann, ejecutado en 1937 en la Gran Purga[11][26]
- Wilhelm Pieck[2]
- Theodor Plivier[1]
- Karl Retzlaw[4]
- Ernst Reuter[4]
- Kang Sheng
- Rudolf Slánský[1]
- Richard Sorge[1]
- Ernst Thälmann
- Josip Broz Tito[1]
- Palmiro Togliatti[1]
- Walter Ulbricht,[1] 1935
- Gustav von Wangenheim[1]
- Ubaidullah Sindhi November de 1922 a junio de 1923, revolucionario indio.
- Herbert Wehner, de 1937 a 1941[27]
- Erich Weinert[1]
- Markus Wolf
- Clara Zetkin
- Hedda Zinner[1]
- Ahmet Cevat Emre[28]
- Nâzım Hikmet[28]
- Vala Nureddin[28]

## Películas
- Wehner - die unerzählte Geschichte (2) Hotel Lux, Heinrich Breloer, documental. Alemania (1993) (en alemán)
- Hotel Lux, escrita y dirigida por Leander Haußmann. Alemania (2011) (en alemán)